# Umírání lesů

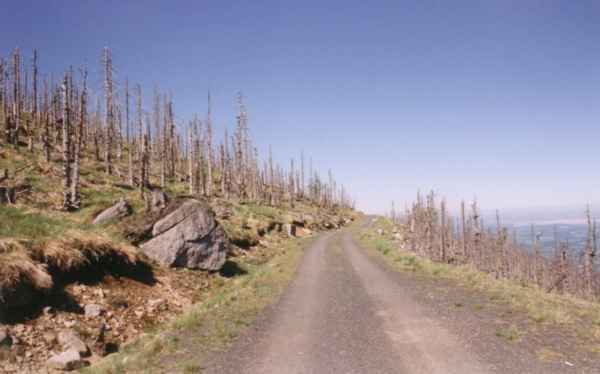
Nový typ poškození lesa: Zcela zdevastovaná lesní stráň s odumřelými smrky Picea abies v českém Krušnohoří – hlavní příčinou tohoto rozsáhlého odumírání byly zplodiny z přestárlých českých hnědouhelných elektráren.

Odumírání lesů (také: nová poškození lesa) je termín používaný k popisu poškození lesa, ke kterému došlo na velkém území přibližně od roku 1980. Oblast odumírání zahrnuje střední, severní a východní Evropu. Je charakteristické, že vzorce poškození v lese jsou nezávislé na klimatu, lokalitě a pěstebních postupech. Příznaky se liší podle dřevin, regionů a lesních lokalit.
Typické znaky poškozeného lesa:
- Zmenšení plochy koruny v důsledku předčasného opadu listů.
- Tvorba malého počtu a menších listových orgánů, stejně jako abnormality větvení,
- Nízká reprodukční schopnost kořenového systému a snížená interakce s mykorhizními houbami
- Odumření jemných kořenů

Jedinou spouštěcí příčinu odumírání lesů se nepodařilo určit. Hlavní příčinou se zdají být komplexní účinky různých látek znečišťujících ovzduší. V poslední době dochází k odumírání stále většího počtu starších porostů i jednotlivých stromů mnoha druhů dřevin, což je patrné v souvislosti s klimatickou změnou.

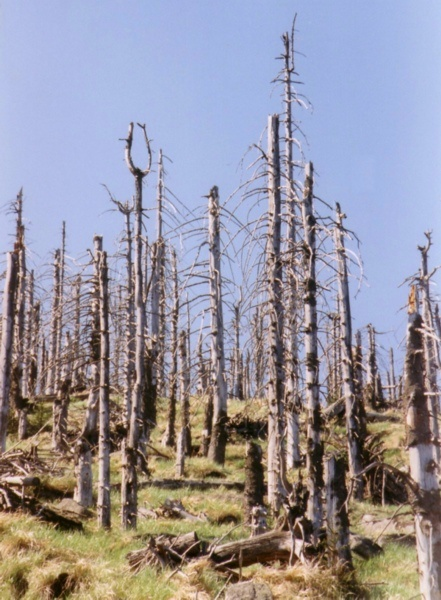
Odumřelé smrky v Krušných horách

## Pozadí
Termín „odumírání lesů“ odrážel v 80. letech 20. století rozšířené společenské obavy, zejména v Německu, Rakousku a Švýcarsku, že lesní populace jsou ohroženy a že lesům hrozí v blízké budoucnosti rozsáhlý zánik. Obavy se netýkaly konkrétních nových modelů poškození lesů, ale skutečnosti, že se tyto příznaky objevovaly v oblastech vzdálených od významných zdrojů emisí, měly široké geografické rozšíření a postihovaly několik druhů dřevin. Tato skutečnost byla zaznamenána v polovině 70. let a od té doby se jí veřejnost zabývala, zejména ve střední a severní Evropě.
Odumírání lesů bylo v 80. letech 20. století jedním z nejdůležitějších ekologických témat v německy mluvících zemích, ve Spolkové republice Německo měla debata o odumírání lesů značný politický, průmyslově-politický a společenský dopad a je považována za jeden z důvodů vzestupu Strany zelených. V první polovině 80. let panovala napříč západoněmeckou společností a celou stranickou scénou shoda o naléhavosti a závažnosti problému, jehož příčinou byly kyselé deště, které byly v centru veřejné debaty. O možných dalších příčinách, jako je nesprávné zarybnění nebo občasné sucho, se dlouho nediskutovalo. V důsledku debaty o odumírání lesů byla přijata politická opatření, která vedla k výraznému snížení emisí. Nelze říci, jak by se stav lesa vyvíjel bez zavedení těchto opatření.
Z hlediska historie životního prostředí poskytuje debata o odumírání lesů hluboký pohled na společnost a politiku ve Spolkové republice Německo v 80. letech 20. století.
Odumírání lesů nejenže vykazuje typické znaky moderního environmentálního problému, ale bylo také zřetelně zasazeno do tehdejší historické krizové situace. V tomto smyslu je odumírání lesů součástí soudobých dějin i mimo environmentální aspekt.
Podle výsledků výzkumného projektu o odumírání lesů, který vedl Roderich von Detten, nelze mimořádnou emocionální intenzitu debat, zejména ve Spolkové republice Německo, chápat pouze z hlediska lesnické botanické reality. Někteří kritici považovali odumírání lesů za čistě mediální fenomén, který vyvolal přehnaný apokalyptický scénář a paniku.
Skutečnost, že se debata o odumírání lesů znovu objevila v médiích na konci roku 2010, přímo souvisí s paradigmatem klimatické krize, které nyní ovládlo veřejnou debatu. Svaz německých lesníků například vyhlásil „klimatickou nouzi pro les“, stejně jako v té době řada spolkových zemí a obcí.

## Termín
Vzorce poškození jsou podobné jako u odumírání lesů a raných „škod způsobených emisemi“. Koncem 70. let 20. století se stále více využívala ložiska hnědého uhlí ve Spolkové republice Německo, NDR a ČSSR. Nedostatečná technická ochrana životního prostředí způsobila škody připomínající emisní škody z počátků industrializace.
Výraz umírání lesů přijal důleţitou roli ve veřejném diskursu na počátku osmdesátých let 20. století. Vysoký podíl škodlivých látek ve vzduchu, především kvůli výfukovým plynům z dopravy, se stal hlavní příčinou trvalého poškozování lesů.
Nová byla představa odumírajícího lesního organismu místo odumírajících jednotlivých stromů. Vycházelo se z holistických koncepcí, jako byl koncept trvalých lesů, který v roce 1922 představil lesnický vědec Alfred Möller. Dříve než byl zaveden termín odumírání lesních porostů, změnil se pohled na tento problém a učinil z něj emocionálně vypjatou záležitost. Kulturně-historický význam „německého lesa“ a obavy z jaderné války ustavily odumírání lesů jako nestranný kolektivní symbol.
Z vědeckého hlediska se termín dlouho nepoužíval a byl brzy nahrazen novými typy poškození lesa, zatímco v běžné mluvě zakotvil dodnes.
Po roce 2010 se začal používat také termín „novodobá mortalita stromů“ a termín odumírání lesů se používal méně často. Německý svaz pro životní prostředí a ochranu přírody (BUND) odlišuje odumírání lesů po roce 2010 způsobené klimatickou změnou jako „odumírání lesů 2.0“ od odumírání lesů v 80. letech 20. století.

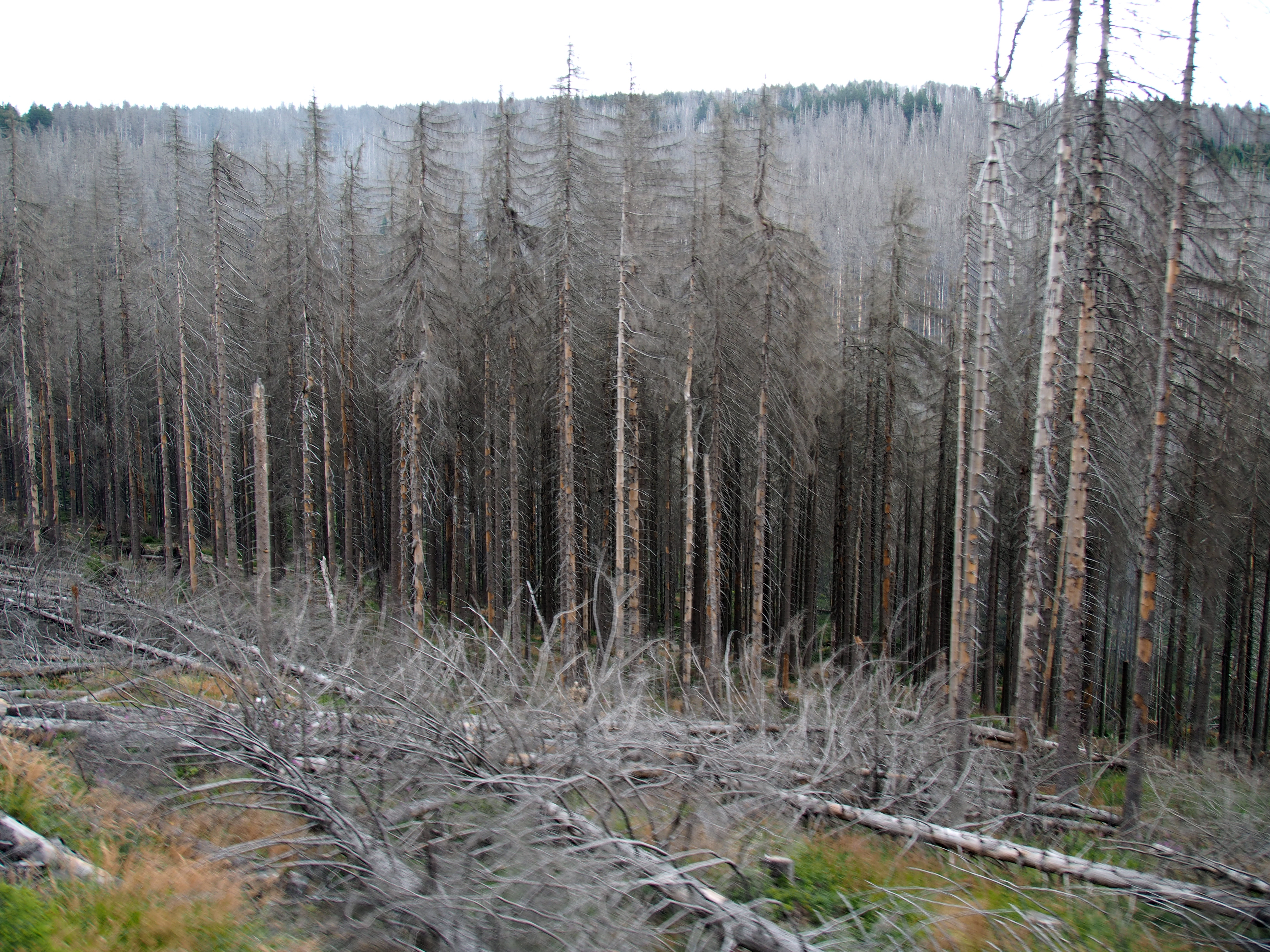
Smrky na Brocken (Harz) odumřelé v důsledku napadení kůrovcem a sucha

## Postup
Vědecká pozorování týkající se odumírání lesů lze rozdělit do tří fází.

### Počátek 80. let 20. století
Od roku 1979 varovali lesničtí vědci Bernhard Ulrich a Peter Schütt před hrozícím nebo probíhajícím odumíráním lesů a vyzývali ke snížení znečištění ovzduší. Těchto varování se chopila masmédia; titulní článek v Der Spiegel v listopadu 1981 přinesl této problematice průlom do veřejného povědomí v Německu.
V polovině roku 1983 se odumírání lesů stalo také předmětem výzkumu. Shoda o příčinách se ustálila na komplexu stresů s regionálně rozdílnou vahou, přičemž rozhodující roli hrály látky znečišťující ovzduší, jako jsou kyselé deště. Tím byly shrnuty velmi rozdílné a kontroverzně diskutované cesty a znečišťující látky. V roce 1983 byla veřejná debata v Německu obzvláště intenzivní. V zemských volbách v Hesensku 25. září 1983 se Zelení poprvé dostali do zemského parlamentu. Spolkový sněm přijal účinná opatření na ochranu ovzduší, která šla nad rámec spolkového zákona o kontrole imisí z roku 1971. Patřila k nim instalace systémů odsíření spalin v elektrárnách, které byly hlavními producenty emisí oxidu siřičitého.
Termín „nové typy poškození lesů“ byl zpočátku považován za eufemismus, ale po roce 1983 se ustálil pro zjištěné modely poškození. Od té doby se termín „odumírání lesů“ v lesnické vědě již nepoužívá.

### Konec 80. let 20. století
Mezi roky 1983 až 1992 začali lesničtí vědci normalizovat svůj přístup k odumírání lesů, který byl stále méně politický a emocionální. V roce 1984 byla dobrá třetina lesů ve Spolkové republice Německo považována za poškozenou, což zahrnovalo všechny myslitelné typy poškození lesů. Toto poškození lesů bylo stále více považováno především za vědeckou záležitost a mnohé z domnělých příznaků odumírání lesů se ukázaly jako mylné interpretace; hlavními ukazateli stavu lesů zůstávalo prořídnutí korun a žloutnutí listů a jehličí, které byly kvantifikovány v každoročních průzkumech stavu lesů a průběžných studiích. Výzkumné zaměření na poškození lesů pak výrazně pokleslo.
Vliv imisí síry a dusíku na horské lesy byl v Česku považován za hlavní problém 2. poloviny 20. stol. a po odsíření velkých zdrojů emisí v 90. letech byl poněkud zapomenut. Skončily totiž katastrofické velkoplošné úhyny lesů a problém imisí se tak zdál jednou provždy vyřešen.

### Devadesátá léta 20. století a začátek 21. století
Ve třetí fázi, od roku 1992 do roku 2000, se čistý výzkum poškození lesů diferencoval na širší výzkum lesních ekosystémů. I přes intenzivní výzkum se nepodařilo určit jednoznačný řetězec vlivů; společná hlavní příčina byla spatřována ve znečišťujících látkách v ovzduší, které jsou přenášeny na velké vzdálenosti.
Úroveň znečišťujících látek se dále snížila po odstavení mnoha východoněmeckých elektráren spalujících hnědé uhlí po znovusjednocení, které do té doby většinou pracovaly bez filtračních systémů. V důsledku toho klesly celkové emise oxidu siřičitého v Německu z přibližně 7,5 milionu tun ročně v 70. a na počátku 80. let na přibližně 0,5 milionu tun pro léta po přelomu tisíciletí. Od poloviny 90. let se odborné publikace stále více zaměřovaly na dílčí problémy orientované na základní výzkum, zatímco samotný les a jeho stav se z vědeckého diskurzu stále více vytrácel. V roce 2003 vyhlásila tehdejší spolková ministryně zemědělství Renate Künast v souladu s poznatky evropských sousedů konec „odumírání lesů“. Trend negativního vývoje byl zastaven. Stav lesů se stabilizoval, i když část populace stromů stále vykazovala zřetelné známky poškození. Podle ministerstva to však neznamená, že je vše v pořádku, protože stále existují rozsáhlé poškozené porosty.
V rozporu s tehdejšími diskusemi byl následně v období 1990–2015 ve střední Evropě zaznamenán silný nárůst lesních porostů. Téměř ve všech evropských zemích činil nárůst plochy lesů během dvou desetiletí na přelomu tisíciletí více než 20 %, zejména ve východní části střední Evropy dokonce více než 50 %.
U skutečně silně poškozených oblastí se naopak začalo uvažovat o reorganizaci lesa prostřednictvím přirozené obnovy a v některých oblastech ochrany přírody, včetně Bavorského lesa a Národního parku Berchtesgaden, bylo odlesnění vnímáno jako příležitost k ekologickému experimentu. Pozornost se tak přesunula na odclonění renaturalizačních zón od okolních lesnicky využívaných ploch a na výzkum důsledků, nikoliv příčin.
Pozdější období roku 2000 bylo charakterizováno především dominantním poškozením smrků kůrovcem po silných vichřicích v tomto desetiletí (Lothar 1999, dále Kyrill, Paula, Emma). Pozornost veřejnosti se naopak soustředila na odlesňování tropických deštných pralesů.

### Dvacátá léta 21. století a začátek třicátých let
Po horkém létě 2003 vedlo globální oteplování po roce 2010 k nárůstu vln veder a k měsícům a obdobím nebývalých veder, a to i v chladnějších obdobích roku, spolu s abnormálně teplými zimami s malým množstvím srážek. V pozdějších letech se opět rozhořela debata o všeobecném odumírání lesů. Kombinace stresu ze sucha, vysokých letních veder a změny regionálního klimatu způsobovala rozsáhlé škody způsobené vichřicemi a kůrovci a také příznaky u jednotlivých hlavních druhů stromů, jako jsou duby, buky, borovice, jedle, a nové typy infekcí jasanů (odumírání jasanů) nebo javorů (onemocnění kůry způsobené sazemi). Od 80. let 20. století se mortalita ve střední Evropě zdvojnásobila, přičemž postiženy jsou spíše starší a větší exempláře, proto Thünenův institut považuje termín odumírání lesů v tomto případě za zavádějící, celkově je za příčinu považován obecný „klimatický stres“ a dosud nedostatečně pochopená souhra jednotlivých faktorů. Do jaké míry bylo odumírání lesů v 80. letech 20. století již důsledkem nástupu globálního oteplování způsobeného člověkem, nebo současné odumírání lesů důsledkem první fáze, je předmětem současného výzkumu. Předpokládá se souvislost s modernějšími formami těžby dřeva, od kácení až po zvýšené odstraňování jednotlivých stromů, ale také v promarněných příležitostech k přestavbě lesa směrem k druhově bohatším, a tedy stresům odolnějším porostům.
Velmi suché roky 2018 až 2021 v Německu a střední Evropě a následná kůrovcová epidemie způsobily odumření více než 300 000 hektarů lesa, což odpovídá přibližně 2,5 % rozlohy německých lesů nebo rozloze Sárska. V celé střední Evropě bylo poškozeno 300 milionů metrů krychlových dřeva. Smrky jako mělce kořenící stromy jsou postiženy zejména suchem, které zasahuje až 2 metry hluboko do země.

## Historie výzkumu
Rozsáhlé a štědře financované výzkumné projekty v průběhu debaty dospěly v 90. letech 20. století k většinou málo povšimnutému závěru, který nebyl téměř veřejně diskutován. Výzkum historie životního prostředí proto také vypovídá o téměř zapomenuté debatě o životním prostředí. V roce 1995 se Ulrich vyjádřil skepticky ke své hypotéze o odumírání lesů, kterou publikoval o 15 let dříve.
Podle týdeníku „Die Zeit“ vydalo Německo v letech 1982–1998 jen na výzkum poškození lesů 367 milionů marek a na výzkum lesních ekosystémů 180 milionů marek. Neznámá částka byla vynaložena na statistická šetření pro Zprávu o stavu lesa, která byla prováděna v letech 1984 až 2003. Podle Rolanda Schäfera a Birgit Metzgerové uvádí Spolkový úřad pro životní prostředí více než 850 výzkumných projektů, které byly v letech 1982–1992 financovány celkovou částkou 465 milionů marek.

### Stav lesů do roku 2009
Podle oficiální zprávy o stavu lesů v Německu bylo v roce 2000 ještě asi 35 % všech lesních dřevin bez rozpoznatelného poškození, v roce 2004 to bylo již jen 28 %, přičemž 65 % spadalo do kategorie varování a necelá třetina měla značné poškození. Podle zprávy o stavu lesů z roku 2009 vykazovalo v průměru 27 % všech dřevin značné prořídnutí korun, přičemž některé regiony a jednotlivé dřeviny byly postiženy mnohem více. Pouze 36 procent stromů nevykazovalo žádnou defoliaci.

## Mezinárodní souvislosti

Demonstrace proti umírání lesů v Bernu v roce 1984

Přestože k poškození lesů nedošlo pouze ve střední Evropě, ale postihlo téměř celou Evropu a Severní Ameriku, o odumírání lesů se zvláště intenzivně diskutovalo ve Spolkové republice Německo, Rakousku a německy mluvícím Švýcarsku, zatímco v zemích sousedících s Německem to bylo méně. Výzkumy analyzovaly zejména rozdílnou recepci specificky západoněmeckého diskurzu o odumírání lesů v NDR a ve Francii. Ve Francii k poškození do jisté míry také došlo, i když bylo méně výrazné než v německých nízkých pohořích vzhledem k mnohem nižšímu vystavení oxidu siřičitému a dalším emisím na většině území země. Nicméně debata, která byla v mnoha ohledech srovnatelná, se vedla pod hesly dépérissement des forêts (doslova: "atrofie lesů") a le mal des forêts ("nemoc lesů").
V roce 1999 hurikán Lothar opět učinil z lesů a jejich poškození veřejné téma ve Francii. Mnohem více než na mytologizaci samotného lesa se soustředila na vlastnickou strukturu a způsob využívání, v důsledku čehož se francouzská veřejnost zaměřila spíše na tradiční, monopolní vlastnické struktury než na škody, o nichž se hovořilo především z hlediska jejich ekonomického dopadu.
Francouzský historik Michel Dupuy tvrdí, že opoziční ekologické hnutí, které vzniklo především kvůli znečištění ovzduší, svou politickou činností významně přispělo k pádu NDR.

### Související stránky
- Kůrovci
- Vlny veder